# Acquaviva d’Isernia
Acquaviva d’Isernia község (comune) Olaszország Molise régiójában, Isernia megyében.

## Fekvése
A megye északnyugati részén fekszik. Határai: Cerro al Volturno, Forlì del Sannio, Montenero Val Cocchiara és Rionero Sannitico. A település egy, a Volturno völgyére néző domb tetején épült fel.

## Története
A település első említése 1064-ből származik, amikor egy domonkos-rendi kolostort építettek területén. 1806-ig, amikor a Nápolyi Királyságban felszámolták a feudalizmust, nemesi családok birtoka volt.

## Népessége
A népesség számának alakulása:

## Főbb látnivalói
- Castello - város fölé magasodó vár romjai
- Madonna dell’Assunta-templom
- Sant’Anastasia-templom